# Russ Case
Russell D. „Russ“ Case (* 19. März 1912 in Hamburg (Iowa); † 10. Oktober 1964 in Miami) war ein US-amerikanischer Jazz- und Unterhaltungsmusiker (Trompete), Arrangeur und Bandleader, der vor allem durch seine Zusammenarbeit mit dem Sänger Perry Como bekannt wurde.

## Leben
Case lernte als Kind Trompete; bereits als Jugendlicher spielte er in der Studioband des Radiosenders WOC in Davenport (Iowa) und betätigte sich schon früh als Arrangeur. Anschließend zog er nach Chicago, wo er u. a. mit Frankie Trumbauer auftrat. Er wurde dann Mitglied im Paul Whiteman Orchestra, für den er arrangierte. Aufnahmen entstanden u. a. auch mit Jimmy Lytell and His All Star Seven, ferner spielte er zweite Trompete im Benny Goodman Orchestra. Nach dem Zweiten Weltkrieg arbeitete er beim Radiosender NBC und leitete dessen Studioorchester, bevor er zum Fernsehen wechselte. Das Case Orchestra begleitete Sänger wie Julius LaRosa (1955) und Eddy Arnold. In dieser Zeit war er zudem als A&R bei RCA Victor für die Popmusik zuständig. Er arrangierte für Perry Como und wirkte an dessen größten Hits wie Prisoner of Love (1946) und  Till the End of Time mit. Zuletzt arbeitete Case für die Jackie Gleason Show, arrangierte und leitete die Studiobands für mehrere LP-Produktionen Gleasons. Im Bereich des Jazz war er zwischen 1934 und 1962 an 65 Aufnahmesessions beteiligt. Zu seinen Kompositionen gehören Midnight Oil, Sliphorn Sam, La Valse, Frantic Fiddles, Gambler's Ballet, Little Genius Ballet und Gabriel's Heater.

## Diskographische Hinweise
- Pery Faith/Russ Case: Temptation (Hurrah, 1963)
- Russ Case: The Songs from Rodgers and Hammerstein's The Sound of Music (Rondo-Lette, um 1960)
- Russ Case Chorus & Orchestra: Oklahoma! 25th Anniversary Salute (Pickwick, um 1960)
- International Case (Vik)
- Dances Wild (Vik)
- Fiery Popular Dance Rhythms (Rondolette)
- Cleopatra (selections from the score) (Hurrah Records)
- Russ Case Features a Showcase of Stephen Foster (Hurrah Records)
- Three of a Kind – Romantic Mood Music (mit Percy Faith, David Rose, Design)